# Волонго
Воло̀нго (на италиански: Volongo, на местен диалект: Ulònch, Улонк) е село и община в Северна Италия, провинция Кремона, регион Ломбардия. Разположено е на 162 m надморска височина. Населението на общината е 582 души (към 2011 г.).